# Víctor Víctor
Víctor José Víctor Rojas, noto come Víctor Víctor (Santiago de los Caballeros, 11 dicembre 1948 – Santo Domingo, 16 luglio 2020), è stato un chitarrista, cantante e compositore dominicano, uno dei principali esponenti della bachata.

## Biografia
Víctor José Víctor Rojas nacque a Santiago de los Caballeros, Repubblica Dominicana, nel quartiere popoloso di Los Pepines.
Nei primi anni settanta, essendo batterista nell'orchestra di Wilfrido Vargas, registrò il suo tema El camino de los amantes. Poco dopo, la stessa canzone, interpretata da Felipe Pirela, proiettò Victor a livello internazionale.
Compositore di alta sensibilità umana, fu sempre ispirato da un forte sentimento popolare. Negli anni settanta, fondò, insieme a Sonia Silvestre, il gruppo Nueva Forma. Questo gruppo, all'interno della cosiddetta canción protesta (canzone di protesta), partecipò al Festival 7 días con el Pueblo (Sette giorni con il popolo), nel 1974. Victor Victor fu anche fra i primi artisti dominicani a recarsi a Cuba, dopo l'embargo del governo dominicano. Nel 2007 registrò l'album Verde y Negro come omaggio ai combattenti per la libertà del popolo dominicano.
Le sue canzoni furono eseguite da grandi interpreti della canzone popolare in America Latina e Spagna, come ad esempio Django, Celia Cruz, Azúcar Moreno, tra gli altri.
Nel 1991, il suo disco Inspiraciones fu tra i primi di autori dominicani di bachata ad apparire sulla scena internazionale.
Nel 2005, presentò il suo album Bachata entre Amigos co-prodotto con il chitarrista Juan Francisco Ordóñez e caratterizzato dalle collaborazioni con Joaquín Sabina, Joan Manuel Serrat, Luis Días, Silvio Rodríguez, Pablo Milanés, Fito Páez e Víctor Manuel.
Morì nel luglio del 2020, per complicazioni da Covid-19.

## Discografia
- Album Rojo (1973)
- Chile Vive (1974)
- Neruda Raíz y Geografía (1974)
- Cotidiano (1975)
- Victor Victor & Flamboyan, Con sus Flores y sus Vainas (1976)
- En son de Felicidad (1977)
- Artistas Por la Paz (1978)
- Inspiraciones (1990)
- Tu Corazon (1991)
- Un Chin de Veneno (1992)
- Cajita de Musica (1996)
- Recuento I (1998)
- Bachata entre Amigos (2005)
- Verde y Negro (2008)
- Rojo Rosa (2009)